# زالااوی‌لاک
زالااوی‌لاک (به مجاری:  Zalaújlak) یک منطقهٔ مسکونی در مجارستان است که در ناحیه نادْیْ‌کانیژا واقع شده‌است.